# Pa Sembrug
De Pa Sembrug (brug 1145) is een vaste brug in Amsterdam-Zuidoost. Het brugnummer 1145 werd hierbij hergebruikt; het stond eerder voor een voet- en fietsbrug uit 1968.

## Brug
De brug is gelegen in een voetpad tussen het Nellesteinpad en de weg behorende bij het galerijflatgebouw Kruitberg. De brug ligt op de plek van het deel van de flat Groeneveen, dat op 4 oktober 1992 instortte (en verder afgebroken werd) nadat een neerstortend vrachtvliegtuig van El Al zich in een knik in de flat had geboord.
In de afwikkeling van de ramp werden de terreinen opnieuw ingericht; de genoemde brug uit 1968 verdween. Er kwam in 1999 na opdracht van Stadsdeel Zuidoost een nieuwe bijna twaalf meter lange en 8,5 meter brede brug op een nieuwe plaats, ontworpen door Georges Descombes met/van het kantoor van Herman Hertzberger. Die brug ligt over een soort insteekhaventje, dat na de ramp werd aangelegd. Bij het graven van dat insteekhaventje werd de plattegrond het afgebroken deel van flat Groeneveen aangehouden. De brug maakt deel uit van een wandelpad dat tussen de plek van de ramp en het bijbehorend Het groeiend monument, inclusief De boom die alles zag. De geleiding van het pad heeft hetzelfde uiterlijk als de brugleuningen en -balustraden. In die geleiding zijn op zich weer bankjes geïntegreerd. Op een van de landhoofden van de brug is een watertableau verwerkt. 
De Pa Sembrug met brugnummer 1145 sluit nu aan op de brug 1143 en brug 1144, terwijl de oude brug 1145 dat niet deed.

## Tenaamstelling
De brug ging vanaf de aanleg anoniem door het leven, zelfs zonder een aangegeven nummering. In 2016/2017 kon de Amsterdamse bevolking ideeën insturen voor nog anonieme bruggen of bruggen met officieuze namen. Het comité Pa Sem diende een verzoek in een van de bruggen in de Bijlmermeer naar Pa Sem te vernoemen. Pa Sem was de bijnaam van Willem Jacob Symor (1936-2008), landelijk bekend vanwege het feit dat hij vlak na de vliegramp terugging naar de brandende flats en er een jongetje uithaalde, waarbij hij zelf zwaar gewond raakte. Bij de vernoeming werd diverse keren het nummer 1145 gebruikt, maar in het officiële stuk ontbrak het weer.
De officiële naamgeving was op 4 oktober 2017, vijfentwintig jaar na de ramp. De Amsterdamse wethouder Eric van der Burg, zelf woonachtig in de wijk, verrichtte de officiële handeling door het aanbrengen van de naamplaat in aanwezigheid van drie dochters van Symor. Op die dag werd ook een gedenkplaat onthuld. 

## Afbeeldingen

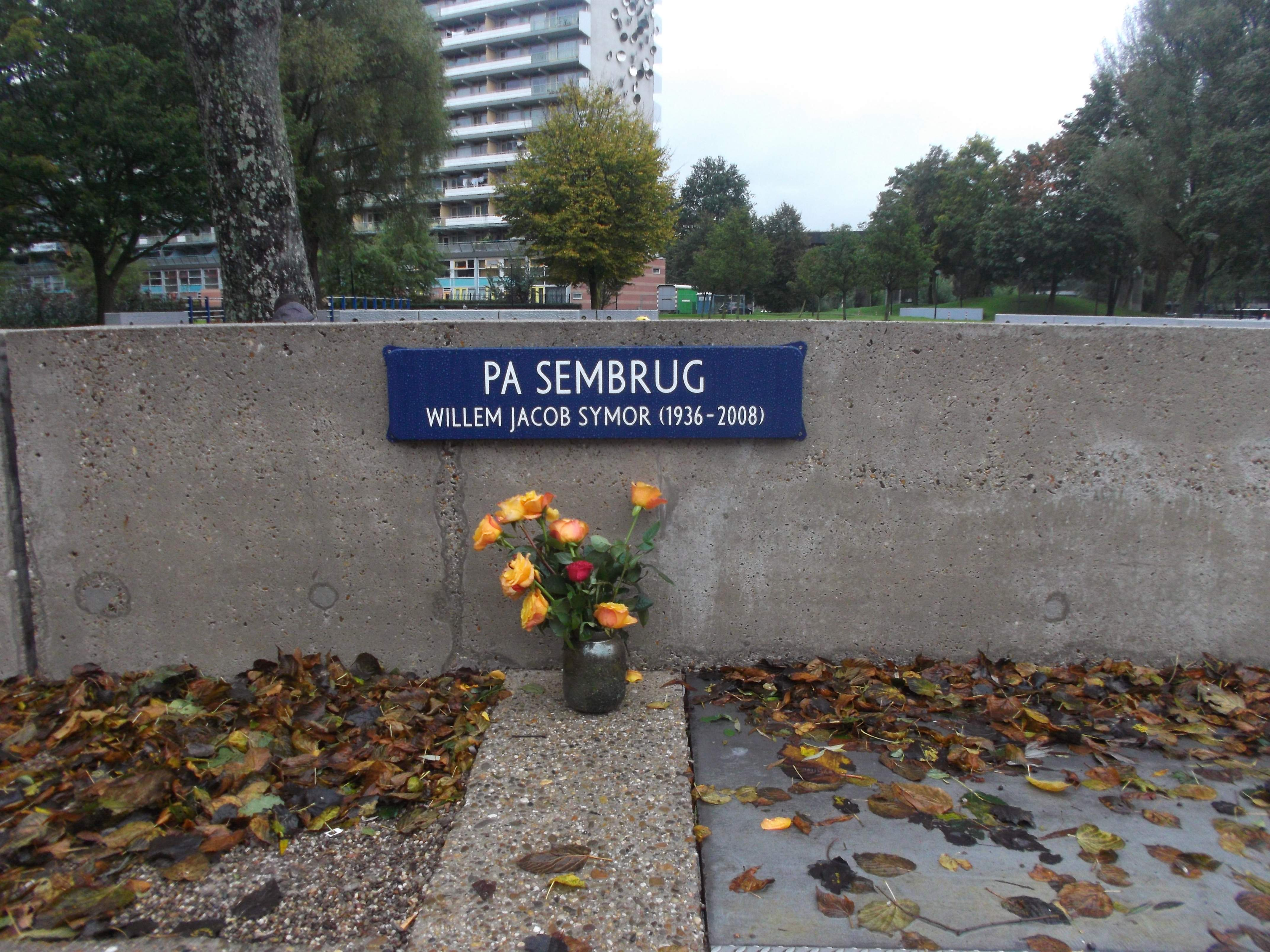
Naambordje met vaas en bloemen in oktober 2017
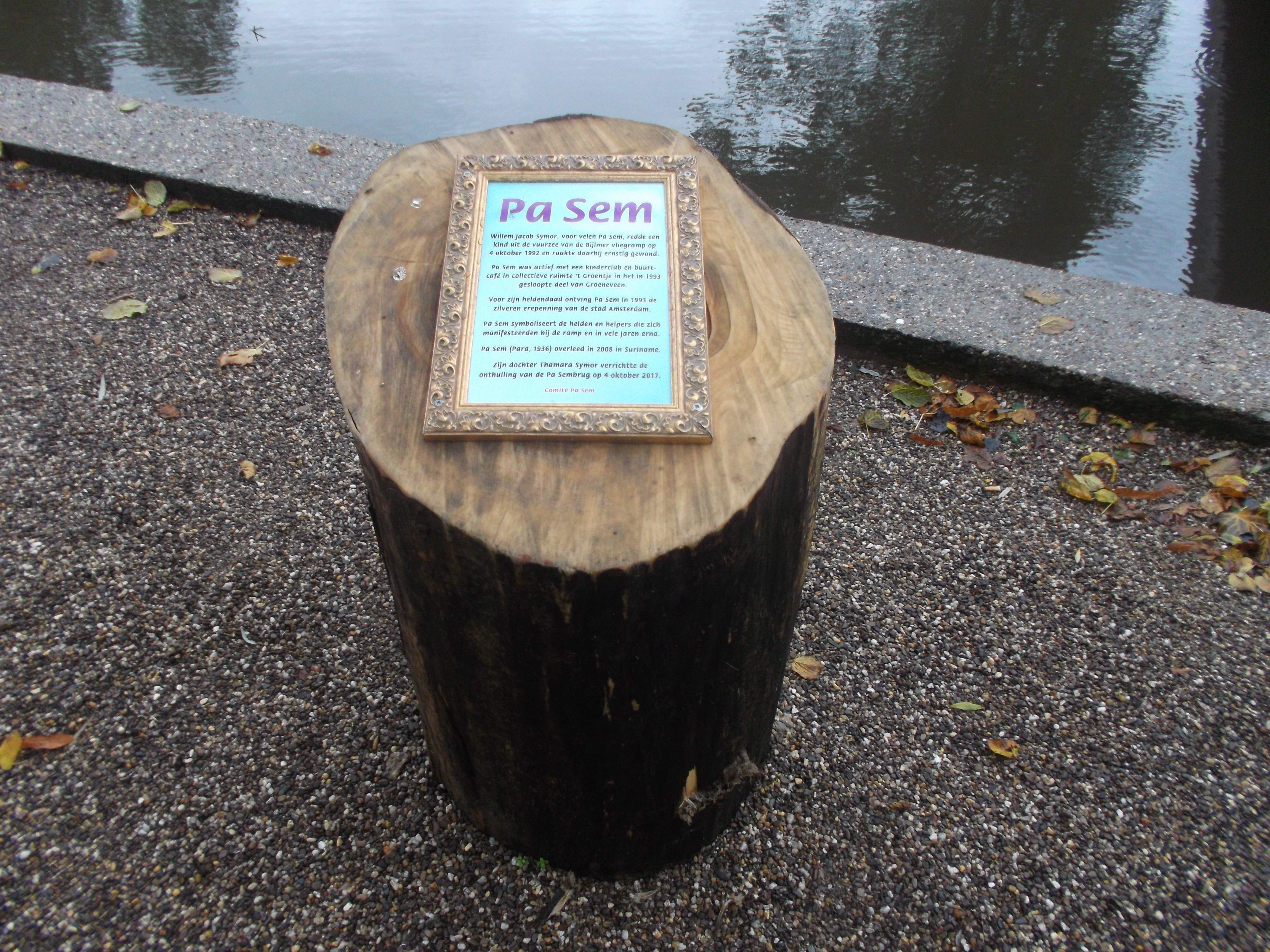
Afgezaagde boom met ingelijste tekst naast de brug in oktober 2017
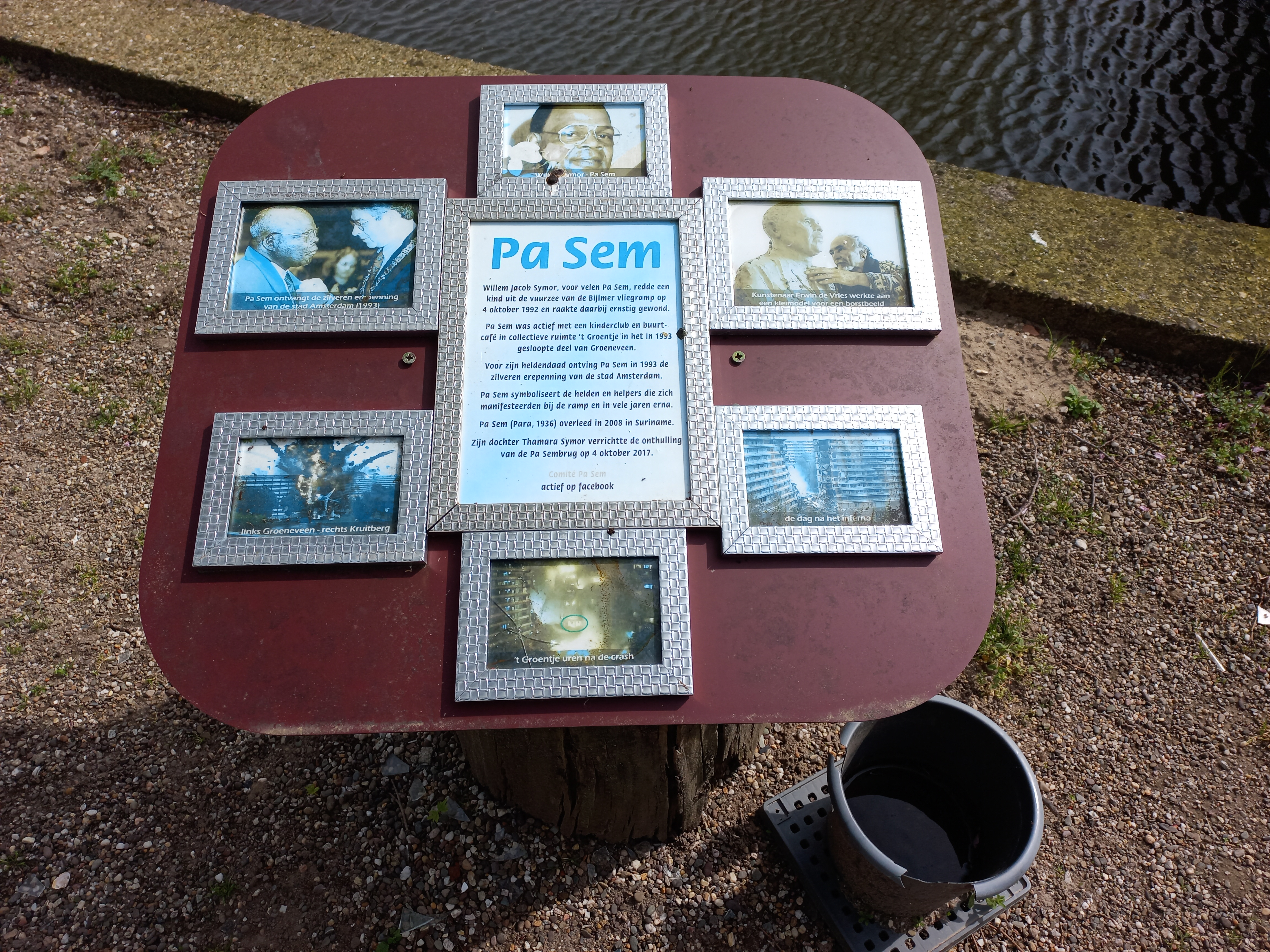
Dezelfde tekst in april 2024
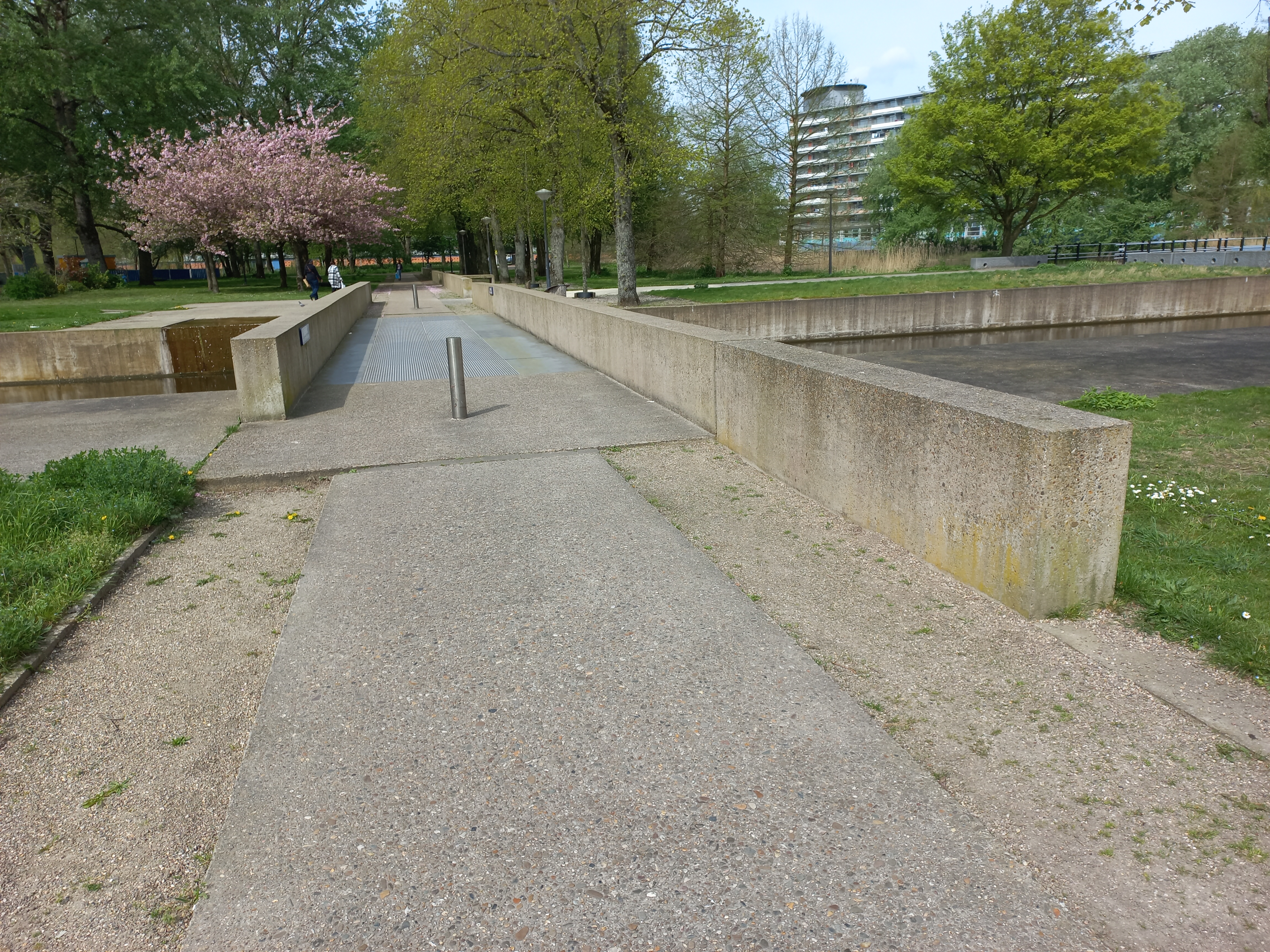
Overzicht over de brug met doorlopende leuning inapril 2024
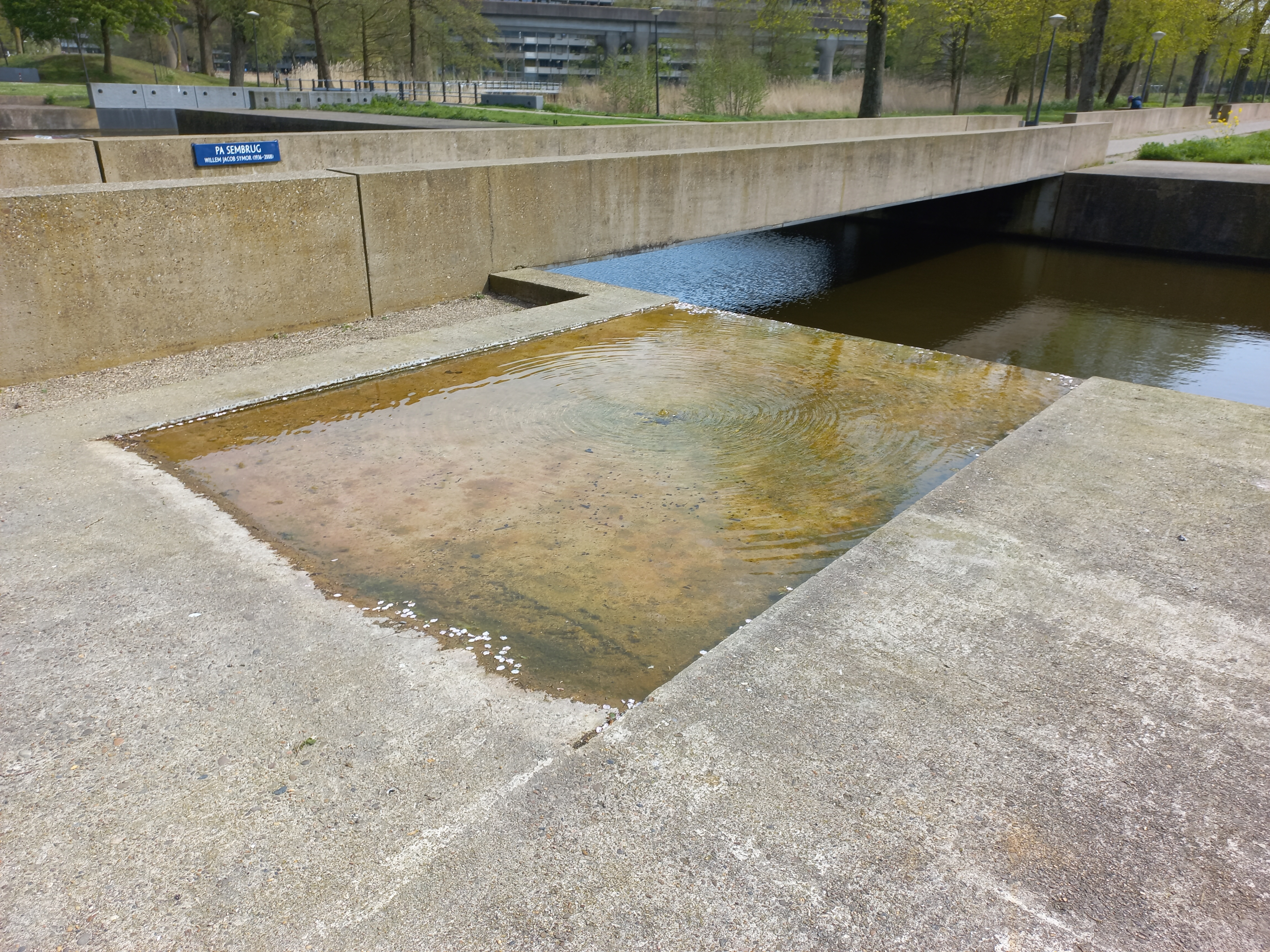
Fonteintje naast de brug in april 2024

<<< · 1100 · 1101 · 1107 · 1008 · 1009 · 1110 · 1111 · 1119 · 1121 · 1122 · 1123 · 1124 · 1125 · 1126 · 1127 · 1128 · 1129 · 1130 · 1131 · 1132 · 1133 · 1134 · 1135 · 1139 · 1140 · 1141 · 1142 · 1143 · 1144 · 1145 · 1146 · 1148 · 1149 · 1150 · 1151 · 1152 · 1153 · 1154 · 1155 · 1156 · 1157 · 1159 · 1162 · 1163 · 1164 · 1165 · 1167 · 1170 · 1171 · 1172 · 1173 · 1174 · 1175 · 1176 · 1177 · 1179 · 1180 · 1181 · 1182 · 1183 · 1184 · 1186 · 1187 · 1188 · 1189 · 1190 · 1191 · 1192 · 1193 · 1194 · 1195 · 1196 · 1197 · 1198 · 1199 · >>>
Brugnummers 1102-1106 (gesloopt), 1112-1118 (gesloopt), 1120, 1136-1138, 1145, 1147, 1158 (onbekend), 1160, 1161, 1166, 1168, 1169, 1178 en 1185 (voetbrug Bijlmerweide bouw 1970, sloop 2015) zijn niet (meer) vergeven.